# Heinrich-Heine-Straße 3 (Wittenburg)

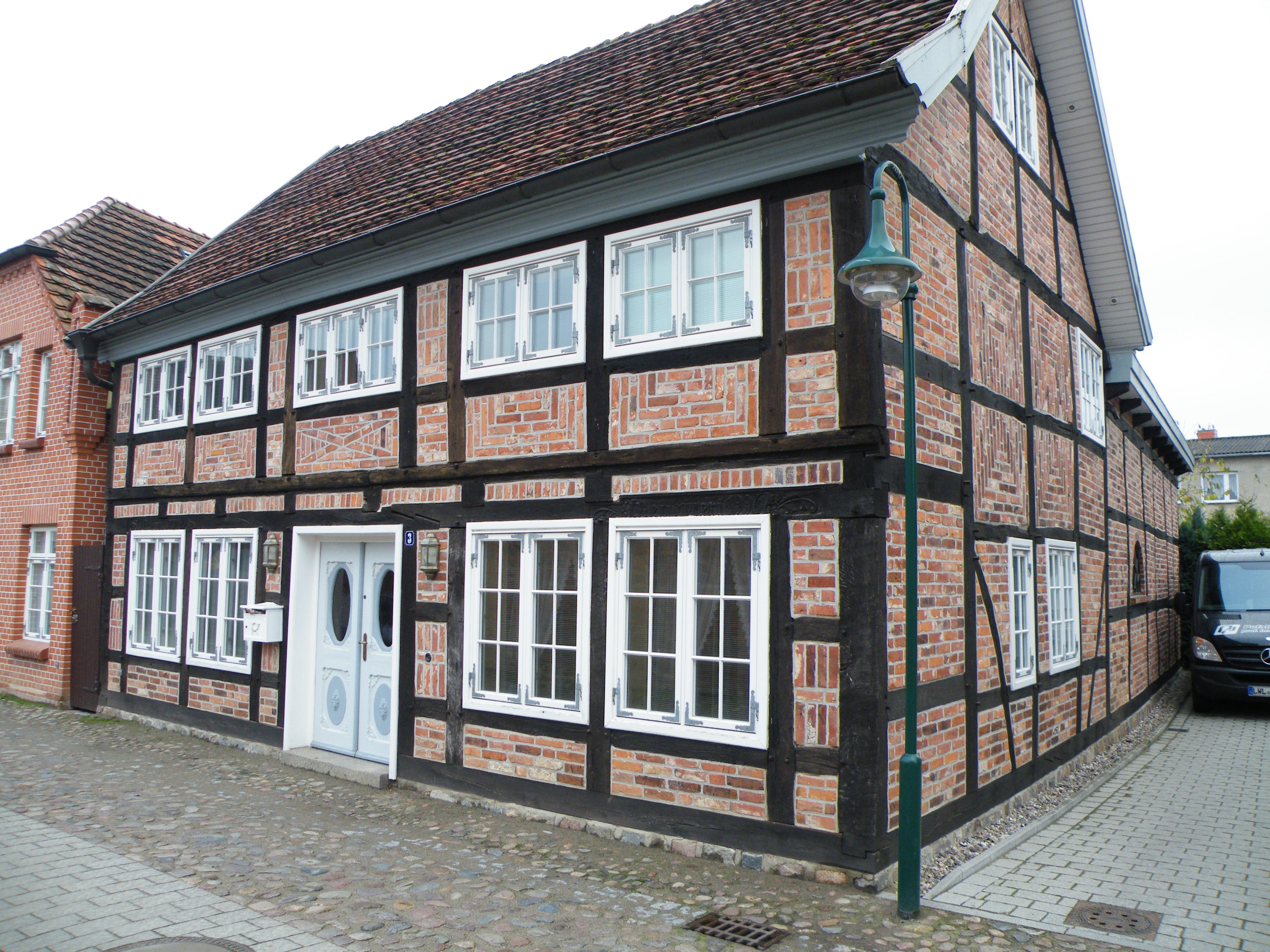

Das Wohnhaus Heinrich-Heine-Straße 3 (früher Faule Straße) in Wittenburg (Mecklenburg-Vorpommern) stammt vermutlich aus dem 18. Jahrhundert und ist heute ein Wohnhaus mit auch gewerblicher Nutzung.
Das Gebäude steht unter Denkmalschutz.

## Geschichte
Die Stadt Wittenburg mit 6303 Einwohnern (2020) wurde 1194 als provincie erstmals erwähnt und 1230 als civitas (Stadt).
Das zweigeschossige Fachwerkgebäude mit seinen Ausfachungen aus rotem Ziermauerwerk und einem breiten Portal wurde im 18. oder 19. Jahrhundert gebaut.
Das Haus wurde im Rahmen der Städtebauförderung um 2010/14 saniert und der Bauherr für sein Engagement von der Stadt ausgezeichnet.